# Laboratoires Pierre Fabre
Laboratoires Pierre Fabre ist ein multinationales Pharmazie- und Dermo-Kosmetik-Unternehmen mit Hauptsitz in der französischen Stadt Castres. Es wurde 1961 durch Pierre Fabre gegründet.
Seit Mai 2018 ist Eric Ducounau der Generaldirektor der Gruppe.
Die deutsche Filiale ist in Freiburg im Breisgau.
Die Schweizer Filiale ist in Allschwil bei Basel, Kanton Basel-Landschaft.
Die deutschen Geschäfte leiten Pascal Voltzenlugel (Pharma) und Giuseppe Mele (Dermo-Kosmetik).
Die Schweizer Geschäfte leitet Sergio Laverde (Dermo-Kosmetik).
Seit ihrer Gründung Anfang der 1960er-Jahre durch Pierre Fabre, einen Apotheker aus Castres (Tarn, Frankreich), konzentrieren sich die Laboratoires Pierre Fabre seit mehr als 50 Jahren auf drei komplementäre Tätigkeiten: verschreibungspflichtige Medikamente, Gesundheitsvorsorge und Dermo-Kosmetik.
Die Pierre Fabre Stiftung ist der Mehrheitsaktionär der Pierre Fabre Gruppe.
Die Pierre Fabre Stiftung ist eine staatlich anerkannte gemeinnützige Stiftung, deren Mission darin besteht, Menschen in den am wenigsten entwickelten Ländern den Zugang zu qualitativ hochwertigen Arzneimitteln und zur Gesundheitsversorgung zu ermöglichen. Die Stiftung konzentriert sich auf fünf Aktionsbereiche: die Ausbildung von Pharmazeuten und anderen Fachkräften im Gesundheitswesen, der Bekämpfung der Sichelzellanämie, die Behandlung von dermatologischen Krankheiten, E-Health sowie den Zugang zu qualitativer Gesundheitsversorgung.

## Wirtschafts- und Finanzdaten
Es beschäftigt 11.000 Mitarbeiter (die Hälfte davon in Frankreich) und ist in 130 Ländern tätig.
Im Jahr 2018 erwirtschaftete das Unternehmen einen Umsatz von 2,3 Milliarden Euro. 36 % davon generiert in Frankreich, 64 % im Ausland.
Umsatzverteilung nach Geschäftsbereichen:
- 61 % Dermo-Kosmetik
- 38 % Pharma
- 1 % sonstige Tätigkeiten